# Corybas fanjingshanensis
Corybas fanjingshanensis är en orkidéart som beskrevs av Y.X.Xiong. Corybas fanjingshanensis ingår i släktet Corybas, och familjen orkidéer. Inga underarter finns listade i Catalogue of Life.